# شهرستان لی (آلاباما)
شهرستان لی، آلاباما (به انگلیسی: Lee County, Alabama) شهرستانی در ایالات متحده آمریکا است که در آلاباما واقع شده‌است.

## خصوصیات
شهرستان لی ۱٬۵۹۵٫۴۴ کیلومترمربع مساحت دارد.